# Ракс шарки
Ракс шарки (raqs sharki) е арабското и персийското название на голяма категория ориенталски танци.
Названието, често е погрешно асоциирано само с турски танци (на турски göbek – корем) или е бъркан с ромски кючек.
В превод от Арабски и Персийски „raqs sharqi“ (رقص شرق) означава източен / ориенталски танц. 

## История
Води началото си от Египет, където се практикува от дълбока древност. 

## Стилове
- класически (raqs sharki)
- балади (raqs balady)
- ориенталски фолклорни танци (schaabi)
- фантазия
- андалузки (muwaschahat)
- религиозни танци (sufi)
- модерен ориенталски танц
- fusion belly dance
- tribal belly dance
- испанско-арабски танц (смесица между фламенко и класически ориенталски танц)
- фараонски танц
- ghawazee – цигански танц [1]

### Ракс шарки
Ракс шарки е една смесица от балади, фолклорни танци, индийски, персийски, андалузки танци и други. 
Ритми: могат да бъдат повече от 100.

### Balady
Balady – моя родина, моя земя
Води началото си от Кайро, Египет
Ритми: Malfuf (2/4), Saidi (4/4), Maksum (4/4), Wahda Kabira (8/4), Masmudi (4/4 и 8/4)

### Фолклорни танци (schaabi)
- 1. Танц с бастун (saidi, 4/4 ритъм) – от Северен Египет и от Южен Египет [1]

Бастун се използва и в други египетски фолклорни танци като raks masri, ghawazee, raks fallahin, balady. Той присъства във фолклора и на други арабски страни (Алжир, Либия) и на Иран.
- 2. Фелахи (fallahi) – селски танц. Ритми – fallahi, engrara и maqsum.

- 3. Нубийски танц

- 4. Танц на бедуините (номадите) – хагала

- 5. Рибарски танц
- манбуути (manbooti, 4/4)
- танц от Александрия (8/4)
- мелая лаф (melaya laff)

- 6. Танци от Персийския залив (Йемен, Оман, Саудитска Арабия, Кувейт, Бахрейн, ОАЕ, Катар)
- самри
- ел ард
- ал мурада
- халиджи

### Фантазия
- танц с воал
- танц с 2 воала
- танц с крила на богинята Изида
- танц със 7 воала – известният танц на Саломе (библейска приказка)
- танц със сабя
- смесване на различни стилове или fusion и др.

### Танц от Андалузия (muwaschahat)
Този стил възниква през 9 век в Андалузия (днешна Южна Испания). Ритми – samai (10/8), валс (3/4) и др.

### Религиозни танци (sufi)
- зар церемония (Египет, Етиопия)
- тамбура церемония (Судан)
- дервиш
- танура
- зекр

### Модерен ориенталски танц
Смесица на класическа ориенталска музика със съвременна.

### Fusion Belly Dance
Смесване на ориенталска музика с други стилове.

### Tribal belly dance
Води началото си от Америка и е смесица от фолклорни, ориенталски, цигански, характерни и модерни танци от целия свят.

### Испанско-арабски танц
Смесване на фламенко и ракс шарки.

### Фараонски танц
Най-старият танц на света. Води началото си от времето на фараоните (3000 до 300 г. преди Христа).  През този дълъг период от време са съществували много различни стилове танци:
- трф танц
- иба танц
- хатор танц
- акробатичен танц
- муу танц
- кескес танц
- драматичен танц
- акробатичен танц от времето на Рамзес 9 (20 династия) и много др.